# Aeterna Dei Sapientia
Aeterna Dei Sapientia (с лат. — «Вечная мудрость Божия») — шестая энциклика папы римского Иоанна XXIII, посвященная 1500-летию со дня кончины папы  Льва I. В этой энциклике папа призывает христиан объединиться перед вызовом внешних вызовов, таких как коммунизм и секуляризм.

## История написания
Энциклика Aeterna Dei Sapientia обнародована "накануне" Второго Ватиканского собора. Она посвящена памяти Льва I, одного из самых выдающихся пап древности, пользовавшегося большим авторитетом как на Западе, так и на Востоке, она посвящена 1500-летней годовщине со дня его смерти. Основной акцент этой энциклики делается на личности святого Льва I, пастыря и учителя церкви.

## Название

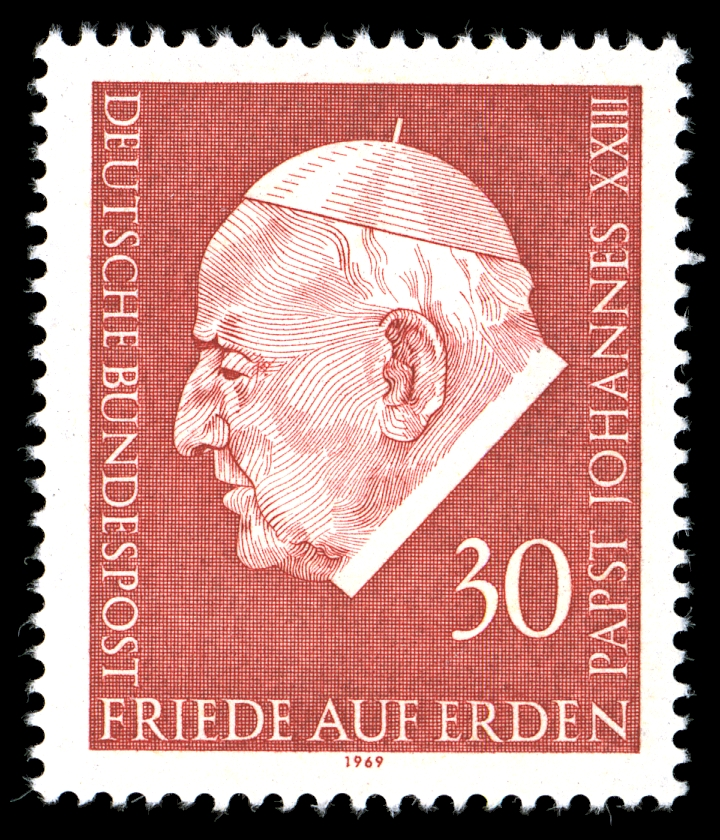
Папа Иоанн XXIII, изображение на немецкой марке

Согласно традиции, папские энциклики именуются по их первым словам. Соответственно, словами "Aeterna Dei Sapientia" начинается первое предложение энциклики " Aeterna Dei sapientia, quae attingit a fine usque ad finem fortiter, et disponit omnia suaviter, singulari quodam splendore lucis in animo Sancti Leonis I Pontificis Maximi suam ipsius imaginem videtur impressisse" .

## Структура
Энциклика представляет собой сплошной текст, не разделённый на части и главы.

## Содержание
В энциклике излагается учение Льва I о римском епископе, как центре видимого единства христианской церкви. Выбор темы энциклики был сделан не случайно. Своей энцикликой папа Иоанн XXIII даёт понять, что восстановление христианского единства должно иметь в виду и признание примата папы со стороны некатолических христианских исповеданий. . Он также даёт понять, что экуменическая деятельность Католической церкви, сильный импульс которой даст Второй Ватиканский собор, будет проходить в направлении соединения с римским престолом. По этому поводу папа писал:

"Мы молим Христа, посредника и нашего ходатая перед Отцом небесным, чтобы христиане признали действенными те постановления, согласно которым Его истинная церковь отличается от других, и привязались бы к ней как преданные христиане". 